# Scarlat Ghica
Scarlat Ghica (rum. Scarlat Ghica; zm. 2 grudnia 1766) – hospodar Wołoszczyzny. w latach 1758–1761 i 1765–1766, jako Scarlat I, oraz hospodar Mołdawii, w latach 1757–1758, z rodu Ghica.

## Biografia
Był synem hospodara wołoskiego i mołdawskiego Grzegorza Ghiki II. Powszechną w epoce rządów fanariockich praktykę otaczania się Grekami i obsadzania nimi wyższych stanowisk na dworze doprowadził do skrajności, obsadzając nimi także stanowiska w administracji terenowej). Niechęć lokalnych bojarów doprowadzonych do ostateczności spowodowała wybuch krwawych zamieszek w Jassach podczas panowania Scarlata w Mołdawii. Efektem tego było usunięcie Scarlata z Mołdawii przez Turków (i przeniesienie go na Wołoszczyznę).
Scarlat był ojcem hospodara wołoskiego Aleksandra Ghiki oraz teściem hospodara mołdawskiego Aleksandra Callimachiego.